# 後藤絵里
後藤 絵里（ごとう えり、Eri Goto 1985年7月12日 - ）は、北海道美唄市出身の日本のピアニスト。

## 来歴
小学校・中学校在学中に全日本学生音楽コンクール、及びピティナピアノコンペティションC・D・Ｆ級で北海道1位になる（小学4年の時にはD級で全国1位）。北海道知事賞を2度。また、海外派遣コンクールで最優秀賞受賞。
北星学園女子高等学校英語科を卒業後に札幌コンセルヴァトワール、プラハ音楽院を経て、プラハ芸術アカデミーを卒業する。
これまで、宮澤功行、ミハル・レゼック、イヴァン・クランスキーに師事した。

2008年、スメタナ国際コンクールでアジア人初の第1位、マリエンバート国際ショパンコンクールで第1位受賞。
2010年、ショパン国際ピアノコンクール(ワルシャワ)、2013年、エリザベート王妃国際音楽コンクール(ブリュッセル)に出場。
その他、プラハの春国際音楽コンクール、イスタンブル国際オーケストラコンクール、Noticias de Nueva Acropolisコンクール、Amici della Musicaコンクールでディプロマ受賞。

これまで、ヨーロッパにおいて、５０回以上のソロリサイタルとフェスティバルに出演し、プラハ・フィルハーモニア[PKF]、ピルゼン・フィルハーモニー管弦楽団、西ボヘミア交響楽団、チェコ室内管弦楽団、サンクトペテルスブルグ交響楽団と共演。
また、プラハ音楽院創立200周年記念として、ルドルフィヌム大ホールとサン・マルコ教会 (ミラノ)において、ソリストとして交響楽団とリストピアノ協奏曲第１番を演奏を行った、の模様は、映画放映されるなど各種メディアで取上げられた。

指導者としても精力的に活動しており、ヨーロッパ教育職員免許を所持。プラハ音楽学校、プラハ日本人学校（小・中学校）においてピアノ指導にあたり、チェコの国際コンクールにて指導者賞を２度受賞。
日本国内においても、多数の生徒が各種コンクール（PTNAピアノコンペティション、ショパンコンクールインアジア等）において入賞。また、地元小学・中学校で演奏及び講演を行う。

2016年から約1年半、札幌コンセルヴァトワールで専任講師を務めた後、現在は関東を拠点に活動中。

## コンクール歴
- 1994年 - ピティナ・ピアノコンペティション （C級） [2]
- 1995年 - 第28回 カワイピアノコンクール （ドリマトーン・ジュニア部門） 金賞[3]
- 1995年 - ピティナ・ピアノコンペティション （D級） 金賞・日本テレビ杯・エッソ賞[4]
- 2008年 - 第28回スメタナ国際ピアノコンクール（wikidata）　1位 （アジア人初）[5]
- 2008年 - マリエンバート国際ショパンコンクール　1位
- 2010年 - 第16回 ショパン国際ピアノコンクール(ワルシャワ)[6]
- 2013年 - エリザベート王妃国際音楽コンクール(ブリュッセル)[7]
- 2013年 - 第5回 仙台国際音楽コンクール [8]

### 第16回 ショパン国際ピアノコンクール2010関連
- Eri Goto – Ballade in A flat major, Op. 47 - YouTube
- Eri Goto – Etude in A flat major, Op. 10 No. 10 - YouTube
- Eri Goto – Etude in F major, Op. 10 No. 8 - YouTube
- Eri Goto – Nocturne in D flat major, Op. 27 No. 2 - YouTube